# Saehae jeonya
Pour plus de détails, voir Fiche technique et Distribution.
Saehae jeonya (새해전야) est un film sud-coréen réalisé par Hong Ji-yeong, sorti en 2021.

## Synopsis
Quatre couples en crise abordent le Nouvel an.

## Fiche technique
- Titre : Saehae jeonya
- Titre original : 새해전야
- Titre anglais : New Year Blues
- Réalisation : Hong Ji-yeong
- Scénario : Ham Hyung-kyung et Ko Myeung-ju
- Musique : Lee Ji-soo
- Photographie : Oh Seung-cheol
- Montage : Sin Min-gyeong
- Production : Min Jin-soo
- Société de production : Soofilm
- Pays :  Corée du Sud
- Genre : Comédie romantique
- Durée : 115 minutes
- Dates de sortie : 
  -  Corée du Sud : 6 septembre 2021

## Distribution
- Kim Kang-woo : Kang Ji-ho
- Yoo In-na : Lee Hyo-young
- Yoo Yeon-seok : Lee Jae-heon
- Lee Yeon-hee : Min Jin-ah
- Lee Dong-hwi : Oh Yong-chan
- Chen Duling : Yao Lin
- Yeom Hye-ran : Oh Yong-mi
- Choi Soo-young : Han Oh-wol
- Han Oh-wol : Teo Yoo
- Teo Yoo : Kim Rae-hwan

## Accueil
James Marsh pour le South China Morning Post qualifie le film « d'affreuse réponse à Love Actually ».